# Les Rillettes du Mans
Albums de Saint-Michel
Grand Enfant (Afro-Jazzvol.1)
(26 mai 2023)
Singles
1. Je crois
Sortie : 3 juin 2011
2. Les Rillettes du Mans
Sortie : 19 mars 2012

Les Rillettes du Mans est le premier album de l'artiste Saint-Michel sorti en 2011, puis réédité en version augmentée en 2025 sous les labels Urban Music Tour / Tonton Max et distribué par Believe.

## Genèse
L'album Les Rillettes du Mans de l'artiste, parolier et producteur Saint-Michel, est un disque sorti tout d'abord en 2011 puis réédité en 2025. En 2008, l'artiste s'installe dans la ville du Mans et fonde le label associatif Urban Music Tour. Il fait la rencontre du collectif Slam Inspir, qui organise une scène mensuelle au café Le Palais. Les deux slam masters Zébiam et Baloumba l'inscrivent au Tremplin slam Le Mans Cité Chanson où il remporte le second prix sous le nom de scène Saint-Michel. Il se consacre alors à la pratique du slam et aux ateliers d'écriture et produit ensuite son mini-album en hommage à sa ville d'adoption,.
Dans cet opus Saint-Michel développe un répertoire musical qui mêle le slam et la chanson française, en collaborant avec des musiciens issus jazz, de la chanson et du pop rock. Ses textes, souvent émouvants et parfois satiriques, témoignent de son engagement artistique. Se décrivant lui-même comme un chansonnier, il se revendique dans ce disque comme un héritier des chanteurs de cabaret et du music-hall.

« Je n'ai rien contre vous Monsieur
Monsieur le Président
Mais je vous remercie d'avance
De n'pas sacrifier leur enfance
Mais de légaliser les chances
Mais de légaliser les chances... »

— Saint-Michel, Monsieur le Président.

## Liste des titres
| Les Rillettes du Mans | Les Rillettes du Mans        | Les Rillettes du Mans | Les Rillettes du Mans | Les Rillettes du Mans | Les Rillettes du Mans | Les Rillettes du Mans | Les Rillettes du Mans | Les Rillettes du Mans | Les Rillettes du Mans |
| No                    | Titre                        | Version augmentée     | Durée                 |                       |                       |                       |                       |                       |                       |
| --------------------- | ---------------------------- | --------------------- | --------------------- | --------------------- | --------------------- | --------------------- | --------------------- | --------------------- | --------------------- |
| 1.                    | Je crois                     |                       | 2:05                  |                       |                       |                       |                       |                       |                       |
| 2.                    | Les Rillettes du Mans        |                       | 2:21                  |                       |                       |                       |                       |                       |                       |
| 3.                    | Mademoiselle Noir            |                       | 3:54                  |                       |                       |                       |                       |                       |                       |
| 4.                    | L'Homme chocolat             |                       | 3:05                  |                       |                       |                       |                       |                       |                       |
| 5.                    | Monsieur le Président        |                       | 3:45                  |                       |                       |                       |                       |                       |                       |
| 6.                    | Les Rillettes du Mans (live) |                       | 2:23                  |                       |                       |                       |                       |                       |                       |
| 7.                    | L'Homme chocolat (live)      |                       | 3:11                  |                       |                       |                       |                       |                       |                       |
| 21:06                 |                              |                       |                       |                       |                       |                       |                       |                       |                       |

## Vidéoclip
Le clip du single Les Rillettes du Mans, tourné les 3 et 4 décembre 2011 met en valeur plusieurs lieux emblématiques de la ville du Mans, notamment la Cité Plantagenêt (également appelée Le Vieux Mans), l’Arche de la Nature et le Musée de la rillette situé à Sceaux-sur-Huisne. Ces décors sont sélectionnés en collaboration avec le maire de l’époque, Jean-Claude Boulard, afin de refléter l’identité et le patrimoine de la ville. Le clip met également en scène la mannequin et comédienne Valérie Grillet, interprétant le personnage d’Henriette, qui parcourt les ruelles de la ville aux côtés de son compagnon, Saint-Michel.
Le média France Info rapporte à ce sujet que : « Jacques Brel apportait des bonbons à sa dulcinée, Saint-Michel apporte un pot de rillettes. Avec humour et un sens du verbe indéniable, Saint-Michel a composé une jolie ritournelle à la gloire des bonnes choses au goût authentique. Le clip est joliment réalisé. Il commence à faire son chemin sur les plateformes vidéo et les réseaux sociaux ».

« Mademoiselle Henriette
L'amour s'obtient ardûment
Dégustez mes rillettes
Car j'y ai mis tout l'art du Mans »

— Saint-Michel, Les Rillettes du Mans.

## Artistes et musiciens
- Saint-Michel : chant
- Yann-David Esmans : guitare
- Yves Barré : batterie
- Laurent Moutel : piano, claviers
- François Cipolla : guitare basse
- Nadia Simon : choeurs (Titre 1)
- Humphrey : choeurs, direction vocale (Titre 1)
- Sophie Sarazin : choeurs (Titre 1)
- Pierre Mager : guitare manouche (Titre 3)

## Crédits
Source des crédits.
- Album : Enregistré, mixé et masterisé par Thierry Chassang à Master Studio
- Artwork : réalisé par Ruben Binda
- Rondelle CD : réalisée par Ruben Binda et Jocelyn Nkembe Nyemb
- Vidéoclip : réalisé par Didier Clarck, Christian Kileba et Rousslan Dion (Fish High)
- Modèle et comédienne Vidéoclip : Valérie Grillet

## Historique de sortie
| Pays         | Date         | Format               | Label                        |
| ------------ | ------------ | -------------------- | ---------------------------- |
| France       | 13 juin 2011 | Téléchargement légal | Urban Music Tour, Tonton Max |
| Monde entier | 13 juin 2011 | Streaming            | Believe                      |